# قائمة المهن الفنية
قائمة المهن الفنية والإبداعية:
- مصمم إكسسوارات
- ممثل
- مصمم إعلانات
- مخرج رسوم متحركة
- رسام رسوم متحركة
- مهندس معماري
- ناقد فني
- مخرج فني
- تاريخ الفن
- حرفي
- فنان
- التدوين
- إدارة العلامات التجارية
- Broadcast news analyst
- رسام كارتون
- مدير تصوير
- فن الرقص
- مصور سينمائي
- فني تلوين
- مؤلف كتب هزلية
- تركيب (فني)
- نحاس
- كتابة الإعلانات
- مدير إبداعي
- Creative professional
- كتابة إبداعية
- قيم متاحف
- رقص
- Design director
- Design strategist
- تحرير
- فروسية
- كاتب مقالات
- إدارة الفعاليات
- تصميم أزياء
- نقد سينمائي
- مخرج أفلام
- فنون جميلة
- Flash developer
- Flatter
- تشكيل الأزهار
- تشكيل الطعام
- مصمم أثاث
- فنان ألعاب
- مصمم جرافيك
- مصفف الشعر
- رسام توضيحي
- التخيل الابتكاري
- تصميم صناعي
- تصميم داخلي
- مصمم مجوهرات
- صحفي
- مصمم منسوجات
- Landscape Architect
- Leadman
- Limner
- شاعر غنائي
- فنان مكياج
- Marine designer
- مصمم وسائط
- عارض فني  [لغات أخرى]‏
- فنان وسائط متعددة
- محرر موسيقى
- مصور
- صحافة مصورة
- كاتب مسرحي
- شاعر
- طباعة فنية
- مصمم إنتاج
- صحفي
- سينوغراف
- كاتب سيناريو
- النحت
- Set decorator
- Set dresser
- صائغ فضة
- مصمم صوت
- مخرج مسرحي
- فنان تعليم
- مستشار مسرحي
- Typeface designer
- مخطط مدن
- تصميم مواقع الويب
- منسق حفلات أعراس
- كاتب